# اندریا اورلندی
اندریا اورلندی (انگلیسی: Andrea Orlandi؛ زادهٔ ۳ اوت ۱۹۸۴) بازیکن فوتبال اهل اسپانیا است.
از باشگاه‌هایی که در آن بازی کرده‌است می‌توان به باشگاه فوتبال دپورتیوو آلاوس، باشگاه فوتبال نووارا، باشگاه فوتبال سوانزی سیتی، باشگاه فوتبال بلکپول، باشگاه فوتبال آنورتوسیس فاماگوستا، باشگاه فوتبال بارسلونا بی، باشگاه فوتبال دپورتیوو لاکرونیا، باشگاه فوتبال برایتون اند هوو آلبیون، و باشگاه فوتبال بارسلونا اشاره کرد.